# 이희갑 (조선)
이희갑(1764년 ~ 1847년)은 조선 후기의 문신으로, 본관은 한산이다.

## 생애
정조 때 문과에 급제하여 호남암행어사가 되고 전라도안핵어사로 부패한 탐관오리들을 탄핵했으며, 이후에는 부교리, 교리, 수찬을 거쳐 바로 순조 때 승지가 되었으며, 이후 이조참의를 하다가 황해도관찰사가 되었는데 이후 사간원대사간을 거쳐 이조참의, 이조참판을 두루 한 뒤 함경도관찰사를 거쳐 공조핀사에 오르고 지의금부사, 이조판서, 한성부판윤, 예조판서를 지내고 다시 이조판서, 한성부판윤, 형조판서를 거쳐 사헌부대사헌을 지내고 이후 대사헌으로 우빈객을 겸하다가 한성부판윤, 판의금부사를 거쳐 의정부우참찬이 되었으며 우참찬 시절 폐단을 개혁했고 이후 예조판서로 빈전당상과 우빈객을 겸하다 다시 형조판서가 되었으며 한성부판윤과 수원유수를 거쳐 이조판서로 다시 임명되었고 좌빈객을 겸하다 다시 이조판서, 공조판서를 지낸 뒤 판의금부사, 한성부판윤을 거쳐 병조판서로 승진한다. 이후 판의금부사로 좌빈객을 하다 평안도관찰사가 된다. 이후 이조판서가 되고 예조판서로 좌빈객을 겸한 뒤 형조판서, 공조판서를 다시 하고 판의금부사가 된다. 이후 한성부판윤을 거쳐 예조판서가 된다. 이후 판의금부사, 형조판서, 예조판서를 거쳐 판중추부사가 된다.